# David Bond
David John Were Bond (Falmouth, 27 maart 1922 – aldaar, 23 maart 2013) was een Brits zeiler.
Bond won samen met Stewart Morris tijdens de Olympische Zomerspelen 1948 de gouden medaille in de Stormvogel klasse. Dit was de enige keer dat de Stormvogel klasse een olympisch onderdeel was.
Bond was de laatste levende Britse olympisch kampioen van 1948, hij was ook een van de ambassadeurs voor de Olympische Zomerspelen 2012 die in Londen gehouden werden.

## Olympische Zomerspelen
| Jaar | Plaats | Resultaten        |
| ---- | ------ | ----------------- |
| 1948 | Londen | Stormvogel klasse |